# 陈立扬
陳立揚（1988年12月13日—），出生於馬來西亞巴生市，是一名男演员，曾参与多部电影，电视剧和舞台剧，同时也是本地著名合唱团Lavoce团长，学校话剧班的助教，活动主持人，翻译员等多重身份。
陈立扬的演艺生涯从话剧开始，自身散发的光芒、清新独特的文青气质、自然且有张力的表演，让他成功在第11届戏炬奖荣获最佳新人奖，引起圈内圈外极大的关注。2015年，他获邀演出本地艺术电影《出走的时光》男主角，正式跨界当影视演员，参与多部跨国合作的影视作品。2018年，憑藉舞台剧《北京人》一人分饰四角的精湛演出獲得第十五屆馬來西亞中文戲炬獎最佳男主角及兩個最佳男配角提名，最終贏得最佳男配角，是馬來西亞中文戲炬獎史上唯一同時入圍三個演員獎項的演員。

## 影视作品

### 電影
| 上映年份 | 片名           | 角色   | 导演     | 合作演员                       | 備註     |
| 2015     | 出走的時光     | 天樂   | 杜雪芳   | 林奕廷、白琳、劉倩妏、葉清方   |          |
| 2017     | 令伯特煩惱     | 王達東 | 鄭建國   | 方偉傑、雲鎂鑫、林一心、許愫恩 |          |
| 2017     | 女人永遠是對的 | 小乱   | 高志森   | 劉心悠、方力申                 | 香港     |
| 2018     | 李茶的姑媽     | Daniel | 吴昱翰   | 黃才倫、艾倫、盧靖姍           | 中國     |
| 2019     | 再憶起         | 林耀祖 | Alan Foo | 狄妃、Mike Chuah、劉益行       | 電視電影 |
| 2019     | 姐妹           | John   | 李添興   | 林佩琦、林美芬                 |          |

### 電視劇
| 首播年份 | 劇名             | 角色     | 性質     | 播放平台          |
| 2015     | 轉捩點           | 張旭輝   | 客串     | ntv7              |
| 2015     | 我要放假         | 不詳     | 客串     | tv2               |
| 2017     | 法網天後         | 古天麟   | 客串     | 新加坡新传媒8频道 |
| 2018     | 爱屋吉屋         | 歐陽孟仁 | 配角     | ntv7              |
| 2018     | 天之驕子         | 戴朴生   | 配角     | 新加坡新传媒8频道 |
| 2018     | 守护神           | 小朱     | 客串     | 中國愛奇藝        |
| 2018     | 悍城             | 宋志民   | 客串     | 中國愛奇藝        |
| 2018     | 假面II           | 劉丹桂   | 单元配角 | 八度空間          |
| 2019     | 開餐吧！吃貨小妹 | 馮谷峰   | 配角     | 八度空間          |
| 2019     | 陰陽大轉移       | 梁智强   | 領銜主演 | tv2               |
| 2019     | 逆行者           | 徐永健   | 領銜主演 | 八度空間          |
| 2020     | 师出名门         | 游念辉   | 領銜主演 | 八度空間          |

### 舞台劇
| 上演年份                | 劇名                                        | 角色                                       | 导演                     | 合作演员 | 備註                                                                                       |
| 5.8.2012                | 落暉下的餘影                                | 林伯                                       | 黃商權/ 鄧宇雯           | 颜伟俊、杨嘉嘉、翁慧君、温思颖、叶明俪、梁迪生、鄭雨萍、周声吉、王伟钧                                         | 慈善舞台劇                                                                                 |
| 25.8.2012 - 26.8.2012   | 戀上王八蛋                                  | Joe 陳文耀                                 | 鄧宇雯                   | 黃商權、鄭雨萍                                                                                                 |                                                                                            |
| 5.4.2013 - 7.4.2013     | 遺忘了。紅信箱                              | 蔣廷威/蔣家明                              | 黃商權                   | Jason Zeck Lee、程嘉敏、譚小虹、鄧宇翔、鄭曉芬、王思思、馮玄生、蔡祖儿、蔣煒詩、梁迪生、徐筠樺、陳日穎、謝明翰 | 粵語舞台劇                                                                                 |
| 15.5.2015 - 19.7.2015   | 娘惹娘兒                                    | 說書人/ 葉原                               | 李添興                   | 蕭文亨、符悅琴、曾宏暉、陈玤妤、鄧宇翔                                                                         |                                                                                            |
| 2015                    | 晚安。世界                                  | 祖                                         | 鄧宇雯                   | 陈玤妤 |                                                                                            |
| 2016                    | 貝貝的海洋                                  | 海星博士、水手                             | 鄧宇雯、譚小虹           | 李俊傑、王思思、鄧宇翔、黃商權、方兮凡、蔡祖儿、蔣煒詩、王嘉淇、陳建宏、程嘉敏                                 | 音樂劇                                                                                     |
| 2017                    | 漁夫和他的靈魂                              | 漁夫                                       | 顏永禎                   | 溫慧茵 | 短劇                                                                                       |
| 20.4.2017 - 23.4.2017   | 雷雨 Thunderstorm                           | 周冲                                       | Dato' Dr Faridah Merican | Carmen Soo, Patrick Teoh, Brian Chan, Mark Beau de Silva, Priscilla Wong,Alvin Looi, Ho Lee Ching              | 英文舞台劇                                                                                 |
| 14.12.2017 - 17.12.2017 | 北京人                                      | 曾文清、曾皓、江泰、曾霆                   | 颜永祺                   | 呂俊霖、狄妃、陳美君、溫慧茵                                                                                   | 最佳戲劇、最佳导演、最佳男配角、最佳女配角、最佳舞台設計、最佳音樂與音效設計、最佳燈光設計 |
| 5.4.2018 - 8.4.2018     | 別讓作家知道的事 - 《妲己》《阿爺的木瓜樹》 | 《妲己》姜子牙和紂王、《阿爺的木瓜樹》孫子 | 顏永禎                   | 陳美君 | 短劇                                                                                       |
| 12.10.2018 - 14.10.2018 | 尼伯龍根的指環                              | 沃坦、齊格飛、西蒙                         | 颜永祺                   | 蔡寶珠、溫慧茵、愛美麗亞、陳忠實、黃商權、鄭雨萍                                                               | 最佳导演、最佳男主角、最佳女主角、最佳男配角                                               |
| 11.7.2019 - 14.7.2019   | 别让乌斯曼·阿旺知道的事 - UDARA             | 烏達                                       | 顏永禎                   | 狄妃 | 短劇                                                                                       |
| 21.11.2019 - 24.11.2019 | 别让Joe和Faridah知道的事 - Mr. Noisy        | Mr noisy/ Panter                           | 顏永禎                   | 溫慧茵、黃商權                                                                                                 | 短劇                                                                                       |

## 主要獎項

### 戲劇類
| 年份 | 授獎名稱               | 獎項               | 作品名稱           | 角色               | 結果 |
| 2014 | 第十一屆馬來西亞戲炬獎 | NESH年度最佳男新人 | 《戀上王八蛋》     | Joe 陳文耀         | 獲獎 |
| 2014 | 第十一屆馬來西亞戲炬獎 | NESH年度最佳男主角 | 《戀上王八蛋》     | Joe 陳文耀         | 提名 |
| 2018 | 第十五屆馬來西亞戲炬獎 | 年度最佳男主角     | 《北京人》         | 曾文清             | 提名 |
| 2018 | 第十五屆馬來西亞戲炬獎 | 年度最佳男配角     | 《北京人》         | 曾皓               | 獲獎 |
| 2018 | 第十五屆馬來西亞戲炬獎 | 年度最佳男配角     | 《北京人》         | 江泰               | 提名 |
| 2019 | 第十六屆馬來西亞戲炬獎 | 年度最佳男主角     | 《尼伯龍根的指環》 | 沃坦、齊格飛、西蒙 | 提名 |

## 外部連結
- 陳立揚的Facebook專頁
- 陳立揚的Instagram帳戶